# Acanthoscelides
Acanthoscelides es un género de insectos coleópteros de la familia Chrysomelidae oriundos del Nuevo Mundo. Alrededor de la tercera parte de las especies se puede encontrar en México.
En 1946 al menos 322 especies de otros géneros, principalmente Bruchus, fueron trasladadas a este género. Posteriormente algunas de estas especies fueron reubicadas en otros géneros. Actualmente las estimaciones de la cantidad de especies nombradas van desde 300 hasta 340, existiendo más de 200 especies no descritas.
Generalmente miden entre 1.1 a 3.5 mm. Tienen grandes ojos saltones, los cuales son de mayor tamaño en los machos, que algunos casos poseen antenas más largas. Los élitros son aproximadamente el doble de largas, además de ser más anchas. Las especies que conforman el género son de aspecto diverso y las características usadas para clasificarlos no están bien definidas. Históricamente, Acanthoscelides es un taxón cajón de sastre, utilizado como un género en el cual se colocan las especies que no encajan dentro de otros géneros.
Gran parte de estos escarabajos se alimentan de las leguminosas, especializándose la mayoría en miembros de la familia Faboideae, muchos en Mimosoideae y una menor parte en Caesalpinioideae. Otros son huéspedes en plantas no leguminosas, como miembros de Malvaceae.

## Especies
El género comprende, entre otras, las siguientes especies:
- Acanthoscelides aequalis
- Acanthoscelides alboscutellatus
- Acanthoscelides atomus
- Acanthoscelides aureolus
- Acanthoscelides baboquivari
- Acanthoscelides bisignatus
- Acanthoscelides biustulus
- Acanthoscelides calvus
- Acanthoscelides chiricahuae
- Acanthoscelides compressicornis
- Acanthoscelides comstocki
- Acanthoscelides daleae
- Acanthoscelides desmanthi
- Acanthoscelides distinguendus
- Acanthoscelides flavescens
- Acanthoscelides floridae
- Acanthoscelides fraterculus
- Acanthoscelides fumatus
- Acanthoscelides griseolus
- Acanthoscelides helianthemum
- Acanthoscelides herissantitus
- Acanthoscelides inquisitus
- Acanthoscelides kingsolveri
- Acanthoscelides lobatus
- Acanthoscelides longistilus
- Acanthoscelides macrophthalmus
- Acanthoscelides margaretae
- Acanthoscelides mixtus
- Acanthoscelides modestus
- Acanthoscelides mundulus
- Acanthoscelides napensis
- Acanthoscelides oblongoguttatus
- Acanthoscelides obrienorum
- Acanthoscelides obsoletus
- Acanthoscelides obtectus
- Acanthoscelides oregonensis
- Acanthoscelides pallidipennis
- Acanthoscelides pauperculus
- Acanthoscelides pectoralis
- Acanthoscelides pedicularius
- Acanthoscelides perforatus
- Acanthoscelides prosopoides
- Acanthoscelides pullus
- Acanthoscelides pusillimus
- Acanthoscelides quadridentatus
- Acanthoscelides rufovittatus
- Acanthoscelides sauli
- Acanthoscelides schaefferi
- Acanthoscelides schrankiae
- Acanthoscelides seminulum
- Acanthoscelides sousai
- Acanthoscelides speciosus
- Acanthoscelides stylifer
- Acanthoscelides subaequalis
- Acanthoscelides submuticus
- Acanthoscelides tenuis
- Acanthoscelides tridenticulatus